# Queimadura química
Queimadura química é a condição que resulta da exposição de um tecido vivo a uma substância corrosiva, com destaque para os produtos com elevada causticidade.